# Heteropogon phoenicurus
Heteropogon phoenicurus là một loài ruồi trong họ Asilidae. Heteropogon phoenicurus được Loew miêu tả năm 1872. Loài này phân bố ở vùng Tân Bắc giới.